# Mariano Rivera
Pour les articles homonymes, voir Rivera.

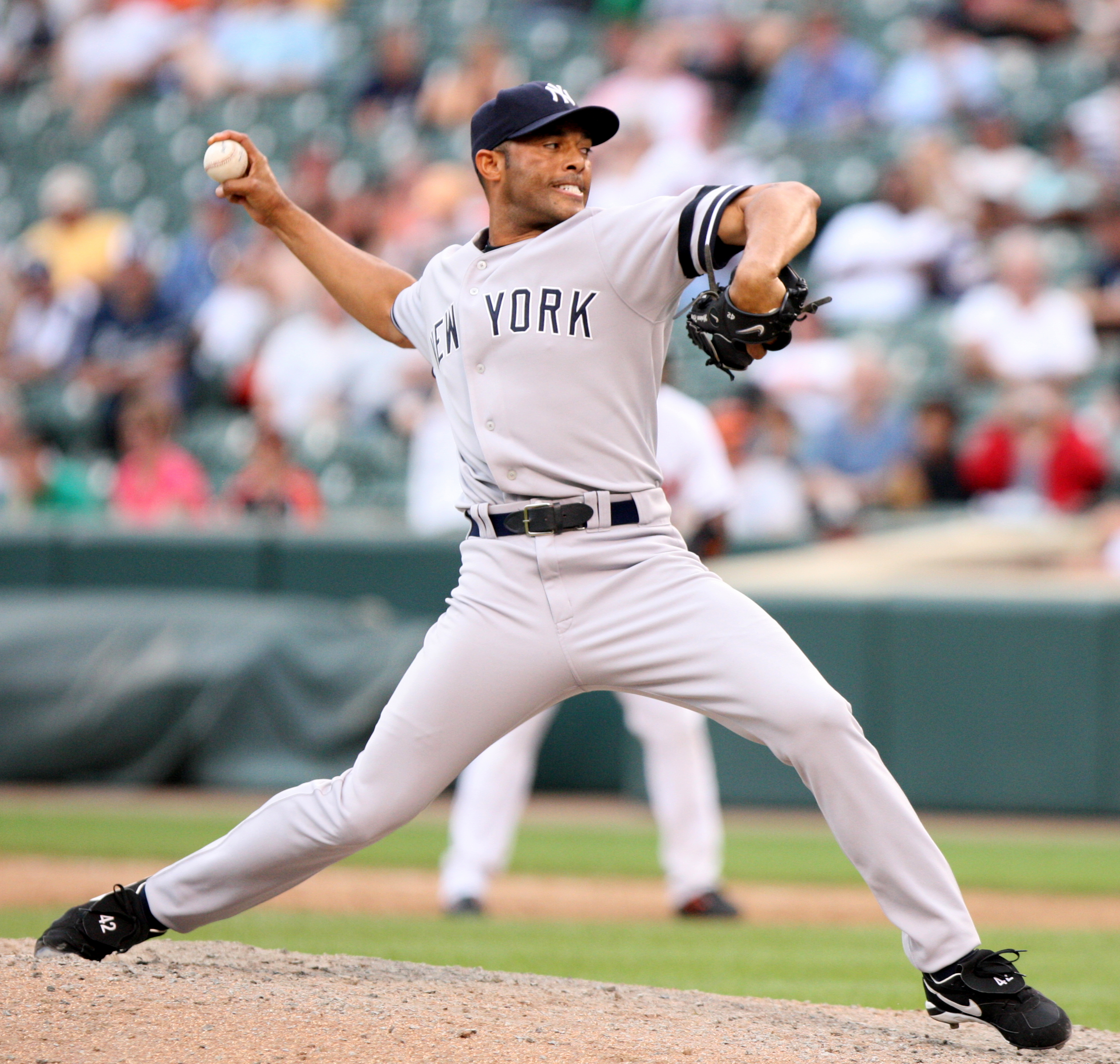
Mariano Rivera est le meneur pour les sauvetages dans l'histoire du baseball.

Mariano Rivera, né le 29 novembre 1969 à Panama, est un lanceur de relève droitier ayant joué dans les Ligues majeures de baseball de 1995 à 2013 pour les Yankees de New York. Il est le recordman des sauvetages avec 652 en carrière et est largement considéré comme le meilleur releveur de l'histoire de ce sport. 
Sélectionné 13 fois pour le match des étoiles et choisi joueur du match de cette classique annuelle en 2013, Rivera a participé à sept Séries mondiales et remporté cinq championnats du monde avec les Yankees. Il a été élu joueur par excellence de la Série mondiale 1999 et meilleur joueur de la Série de championnat de la Ligue américaine en 2003. 
Il est l'un des deux releveurs dans l'histoire avec Trevor Hoffman à avoir réussi plus de 600 sauvetages. De plus, il est le lanceur comptant le plus de sauvetages (42) et la meilleure moyenne de points mérités en carrière (0,70) dans les matchs de séries éliminatoires. Il affichait la meilleure moyenne de points mérités (2,21) parmi tous les lanceurs actifs en MLB au terme de sa dernière saison. Avec plus de 1000 parties jouées avec les Yankees, Rivera est le lanceur ayant joué le plus grand nombre de matchs pour une seule et même équipe. Il est le dernier joueur à avoir porté le numéro d'uniforme 42, retiré en l'honneur de Jackie Robinson.

## Carrière avec les Yankees
Rivera a commencé sa carrière en 1995 avec les Yankees, et a fait 19 apparitions dont 10 parties commencées. En 1996 il est devenu lanceur de relève et a typiquement lancé les manches 7 et 8, parce que John Wetteland lançait la 9e manche. Les deux étaient un duo effectif et des 73 parties que les Yankees menaient après 6 manches, les Yankees en ont gagné 70. 
Après le départ de Wetteland, Rivera est devenu le lanceur de la 9e manche et a enregistré une moyenne de points mérités au-dessous de 2,00 pour 3 saisons d'affilée entre 1997 et 1999. Entre 2000 et 2002 sa moyenne était supérieure à 2,50, et il n'a converti que 114 sur 130 sauvetages (87,69 %). Entre 2003 et 2006 il a enregistré 4 moyennes au-dessous de 2,00 avec 170 sauvetages sur 187 possibles (90,91 %). Pourtant, en 2007 il est apparu dans 55 parties avec 22 sauvetages sur 25, une moyenne de points mérités de 3,24 avec 58 coups sûrs permis en 581⁄3 manches. 3,23 est sa pire moyenne hors sa première saison où il était lanceur partant.
Il porte le numéro 42 et est le seul joueur à porter ce numéro parce qu'il a été retiré par la Ligue majeure pour honorer Jackie Robinson. Seuls les joueurs qui portaient déjà le 42 ont été permis de le retenir, et Rivera est le seul de ces joueurs à être toujours en activité.
À partir de 1999, les directeurs de l'affichage au Yankee Stadium décident de donner à Rivera une musique d'accompagnement pour saluer son entrée dans le match, inspirés par Trevor Hoffman des Padres de San Diego, qui arrivait dans le match au son de Hells Bells d'AC/DC durant la Série mondiale 1998. Après que Welcome to the Jungle et Paradise City de Guns N' Roses eurent reçu un accueil mitigé, c'est finalement Enter Sandman de Metallica qui deviendra en 1999 la chanson emblématique de Rivera et lui vaudra son surnom de « marchand de sable » (sandman). Lors d'une cérémonie en hommage à Rivera lors d'un de ses derniers matchs à New York le 22 septembre 2013, le groupe Metallica sera d'ailleurs sur le terrain du Yankee Stadium pour jouer le morceau fétiche.
Lorsque Rivera effectue sa première présence de l'année en avril 2010, il permet aux Yankees d'accomplir un fait inédit dans l'histoire du sport en Amérique du Nord : Jorge Posada, Derek Jeter et lui deviennent le premier trio de joueurs à évoluer 16 saisons consécutives pour la même équipe, ce qui ne s'était auparavant produit dans aucune des quatre ligues professionnelles majeures sur le continent (MLB, NFL, NBA et NHL).
Devenu agent libre après la saison 2010, Rivera s'entend en décembre avec les Yankees pour un nouveau contrat de deux saisons, au montant de 30 millions de dollars.
Le 25 mai 2011, Rivera devient le 15e lanceur à atteindre les 1000 matchs joués en Ligue majeure. De ce groupe, il est le seul à avoir disputé autant de parties avec la même équipe. Il égale la marque record des ligues majeures de 601 sauvetages en carrière de Trevor Hoffman le 17 septembre 2011 contre les Blue Jays de Toronto. Le 19 septembre au Yankee Stadium, Rivera établit un nouveau record avec son 602e sauvetage, enregistré dans la victoire de 6-4 des Yankees sur les Twins du Minnesota.

### Saison 2012
De retour à 42 ans pour une 18e saison, Rivera se blesse au ligament croisé antérieur le 3 mai 2012 pendant un entraînement, alors qu'il est au champ extérieur à attraper les balles frappées par ses coéquipiers. En seulement 9 parties et 8 manches et un tiers lancées pour les Yankees en 2012, Rivera a une victoire, une défaite, cinq sauvetages et une moyenne de points mérités de 2,16. Celui qui promet de revenir au jeu en 2013 accepte un nouveau contrat d'un an à l'automne.

### Saison 2013

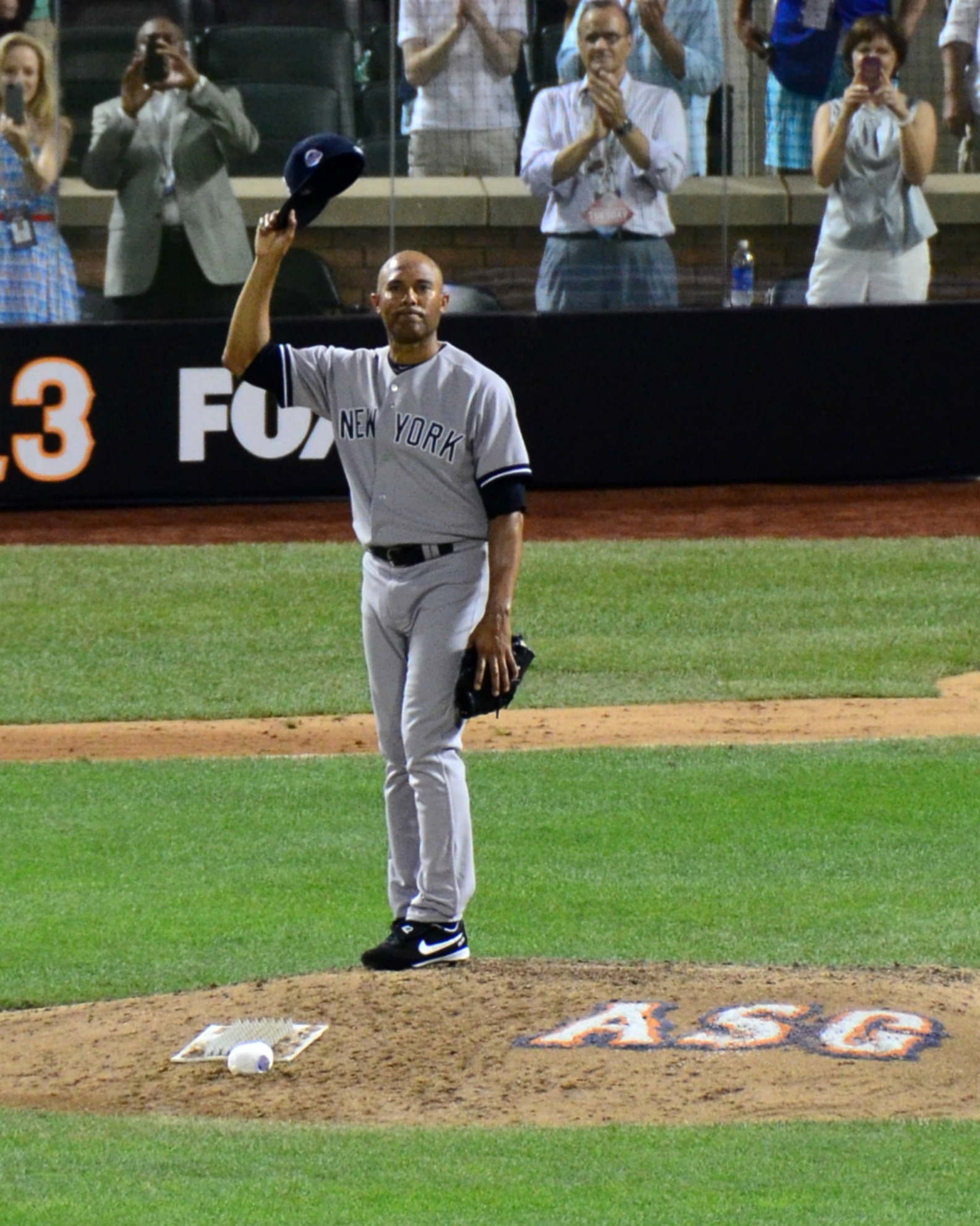
Mariano Rivera reçoit une ovation lors du match des étoiles 2013 le 16 juillet au Citi Field de New York.

Le 9 mars 2013, Rivera annonce que la saison qui s'amorce sera sa dernière avant sa retraite. Cette saison, au cours de laquelle le vétéran évite les blessures, se déroule donc en dernier tour de piste où Rivera est salué dans les villes adverses lorsque les Yankees sont en déplacement, et reçoit divers cadeaux des autres franchises. Il participe en juillet à son 13e et dernier match des étoiles, présenté à New York mais au domicile des Mets, le Citi Field. L'entraîneur du club d'étoiles de la Ligue américaine, Jim Leyland des Tigers de Détroit, fait lancer Rivera en 8e manche et non en 9e, car si son club tirait de l'arrière la vedette des Yankees n'aurait pas la chance de faire une apparition pour préserver la victoire. La Ligue américaine a les devants dans ce match qu'elle remporte 3-0 mais Leyland ne risque rien : en 8e manche, Rivera fait son apparition et retire les 3 joueurs de la Ligue nationale. Il reçoit, une première pour lui, le titre de Joueur du match. 
Il termine la saison 2013 au 3e rang des releveurs de l'Américaine et 4e dans les majeures avec 44 sauvetages pour les Yankees, qui ratent les éliminatoires pour la seconde fois seulement depuis le début de la carrière de Rivera. À 43 ans, sa moyenne de points mérités n'est que de 2,11 en 64 manches lancées. Il enregistre 54 retraits sur des prises contre seulement 9 buts-sur-balles, dont 3 buts-sur-balles intentionnel. Il est utilisé 64 fois par les Yankees, remportant 6 victoires contre 2 défaites. En novembre, il reçoit le prix du joueur de la Ligue américaine ayant effectué le retour de l'année en 2013.

## Séries éliminatoires
Après les séries éliminatoires de 2010, Rivera détient toujours le record de l'histoire des majeures pour le nombre de sauvetages (42) et la meilleure moyenne de points mérités (0,70) en matchs d'après-saison. Ces records sont d'autant plus remarquables que Rivera totalise un nombre important de manches lancées et de parties jouées en éliminatoires pour un releveur, avec 139 manches et deux tiers au monticule en 94 parties réparties durant les 15 participations aux séries en 16 ans des Yankees. Au total il est apparu dans 31 séries éliminatoires, soit 15 Séries de division, 9 Séries de championnat et 7 Séries mondiales.
Durant la Série de championnat de la Ligue américaine en 2000, Rivera bat le record de 33 manches éliminatoires consécutives établi de 1960 à 1962 par Whitey Ford. Sa séquence record se termine à 34 manches et elle s'étale du 29 septembre 1998 au 17 octobre 2000.
Il a aussi enregistré 8 victoires pour une seule défaite, mais la seule partie perdue était le septième match contre les Diamondbacks de l'Arizona en Série mondiale 2001. Rivera a reçu la balle lors de la 8e manche avec un point d'avance sur les Diamondbacks, mais a permis deux points. Lors de la 9e manche, Mark Grace le premier frappeur, cogne un simple, suivi d'une erreur en défensive de Rivera après un essai d'amorti par Damian Miller. Jay Bell essaie un second amorti et Rivera a retiré le coureur au troisième but. Tony Womack frappe un double pour égaler le score 2 à 2. Le frappeur suivant Craig Counsell est atteint par un lancer, et donc obtient le premier but. Luis González frappe un simple au voltigeur de gauche et Jay Bell marque le dernier point qui permet aux Diamondbacks de gagner la série 4 matchs à 3.
Rivera détient le record pour la plus longue séquence de sauvetages réussis en éliminatoires sans gâcher l'avance de son équipe, soit 23 sauvetages consécutifs du 29 septembre 1998 au 30 octobre 2001.
Rivera a fait partie des équipes championnes du monde en 1996, 1998, 1999, 2000 et 2009. Il a été nommé joueur par excellence de la Série mondiale en 1999 dans le triomphe des Yankees sur les Braves d'Atlanta. En revanche, il a joué en finale mais s'est retrouvé dans le camp perdant en 2001 contre Arizona et en Série mondiale 2003 face aux Marlins de la Floride.

## Palmarès
- Joueur par excellence de la Série mondiale en 1999 lors d'une victoire 4 matchs à 0 contre les Braves d'Atlanta.
- Joueur par excellence de la Série de championnat de la Ligue américaine en 2003.
- Élu releveur de l'année à 5 reprises (1999, 2001, 2004, 2005, 2009).
- Sélectionné 11 fois pour le match des étoiles (1997, 1999-2002, 2004-2006, 2008-2010).
- Gagnant de cinq Séries mondiales avec les Yankees (1996, 1998, 1999, 2000 et 2009).
- Après la saison 2010, meneur parmi les lanceurs actifs pour les sauvetages.
- En date du 19 septembre 2013, Rivera a protégé 74 des 218 victoires remportées par Andy Pettitte avec les Yankees, ce qui représente le record du baseball majeur pour un duo lanceur partant-releveur[18].
- Son numéro 42 est le 17e numéro retiré par les Yankees. Rivera était le dernier joueur à porter ce numéro depuis son retrait, hormis permission spéciale, à la grandeur du baseball majeur en 1997 pour honorer Jackie Robinson[5].

## Vie personnelle
Mariano Rivera et son épouse Clara ont trois fils : Mariano Jr., Jafet et Jaziel. Mariano Jr. est repêché par les Yankees en 2014 mais repousse l'offre; il est en 2015 choisi en 4e ronde du repêchage des joueurs amateurs par les Nationals de Washington.